# Pożar w hotelu Switel w Antwerpii
Pożar w hotelu Switel miał miejsce 31 grudnia 1994 roku w Antwerpii. W wyniku pożaru śmierć poniosło 15 osób, a ponad 164 osoby zostały ranne. 
Pożar wybuchł o godzinie 22:50 w sali balowej, gdzie odbywał się bal sylwestrowy. W pewnym momencie w ogniu stanęły dekoracje sali. Prawdopodobnie pożar został spowodowany przez nieostrożne posługiwanie się sztucznymi ogniami przez jedną z przebywających na sali osób. 
Gdy zauważono płomienie, goście pośpiesznie ruszyli do wyjść ewakuacyjnych. 15 osób zmarło w wyniku odniesionych poparzeń. Większość ze 164 rannych osób również została poparzona, a nieliczni podtruli się dymem. 
O zaprószenie ognia oskarżono początkowo jednego z pracowników, jednak kilka tygodni później prokuratura wycofała akt oskarżenia.
W 2003 roku podjęto decyzję o wyburzeniu hotelu Switel. Prace wyburzeniowe rozpoczęto w październiku 2003 roku.